# Rockaway Boulevard (línea de la Calle Fulton)
La Rockaway Boulevard es una estación en la línea de la Calle Fulton del Metro de Nueva York de la división B del Independent Subway System. La estación se encuentra localizada en Ozone Park, Queens entre Rockaway Boulevard y la Avenida Liberty. La estación es servida en varios horarios por los trenes del Servicio .

## Enlaces externos

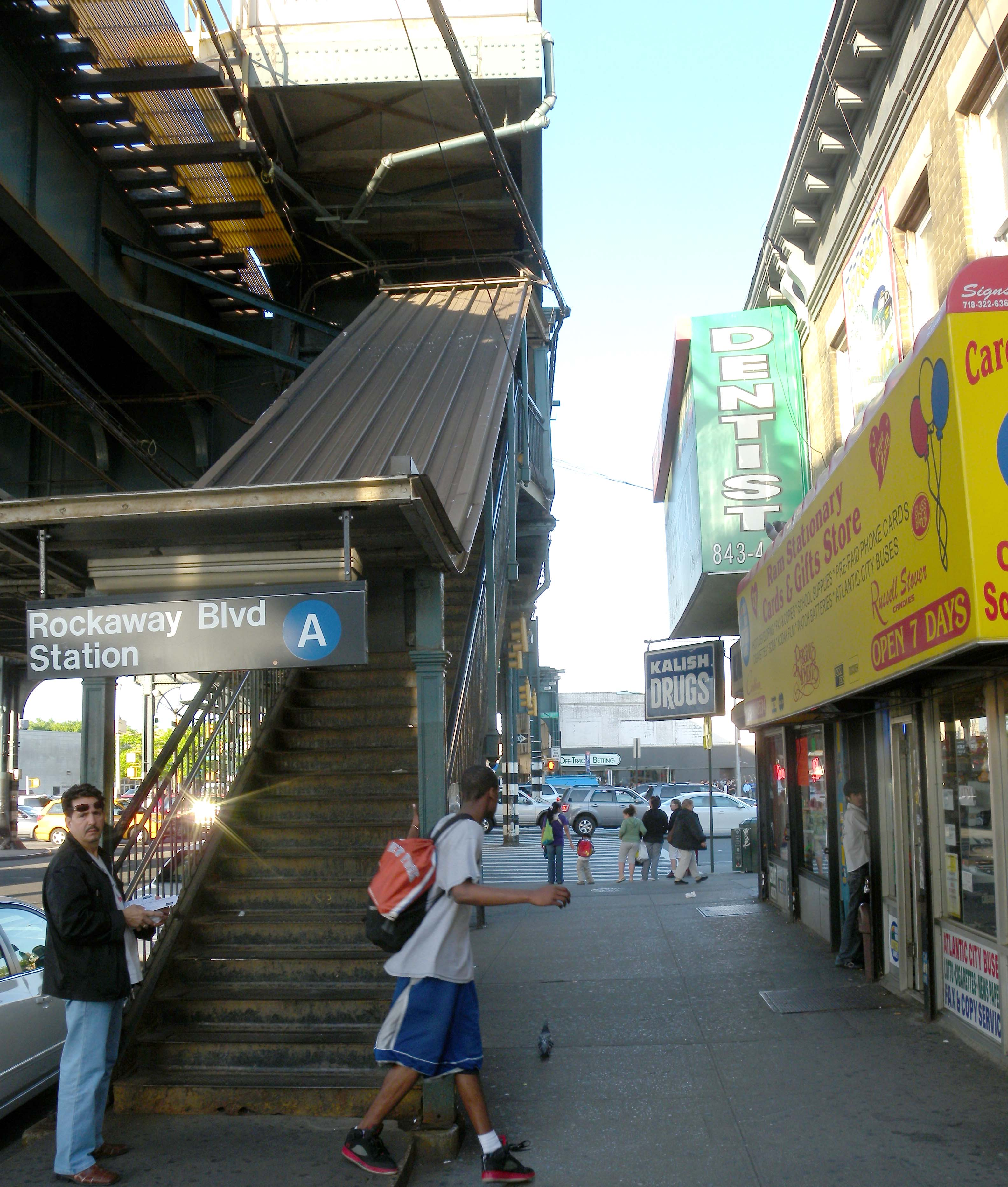
Escalera en sentido sur